# Conradin Kreutzer

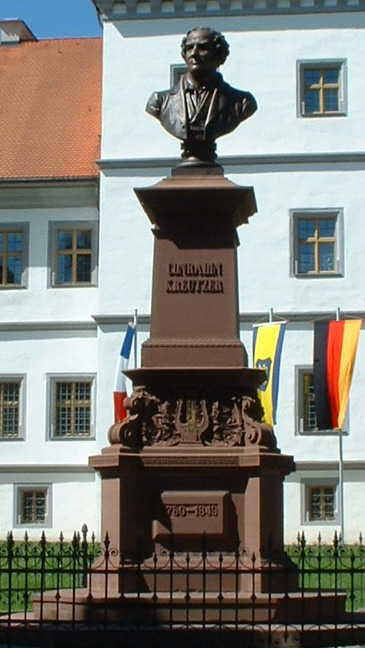
Emlékműve Meßkirchben

Conradin Kreutzer (Meßkirch, 1780. november 22. – Riga mellett, Lettország, 1849. december 14.) német zeneszerző és karmester, a biedermeier zene jellegzetes képviselője. A rendkívül termékeny komponista 1834-ben bemutatott Das Nachtlager von Granada (A granadai éji szállás) című operája a 20. század elejéig nagy népszerűségnek örvendett, de Kreutzer többi művével együtt mára feledésbe merült.

## Élete
Édesapja molnármester volt. Kreutzer szép énekhangjára már gyermekként felfigyeltek. Első zenei képzését szülővárosa templomának orgonistájától kapta hét- és tizéves kora között. 1799-ben jogi tanulmányokat kezdett Freiburg im Breisgauban apja kívánságára, de annak 1800-ban bekövetkezett halálakor felhagyott vele, és élete további részében kizárólag zenével foglalkozott. Tanárai közül Johann Georg Albrechtsberger volt a legmeghatározóbb.
Mindkét lánya opera-énekesnő lett, utolsó éveiben velük tett több hangversenykörutat.

## Főbb művei
- Die Alpenhütte, opera (August von Kotzebue), Stuttgart, 1815. március 1.
- Libussa, romantikus opera (Joseph Carl Bernard), Theater am Kärntnertor, Bécs, 1822. december 4.
- Melusina, romantikus opera (Franz Grillparzer), Königstädtisches Theater, Berlin, 1833. február 27.
- Das Nachtlager von Granada, romantikus opera (Karl Johann Braun von Braunthal), Theater in der Josefstadt, Bécs, 1834. január 13.
- Esz-dúr trió zongorára, klarinétra, fagottra; op. 43
- Esz-dúr szeptett klarinétra, kürtre, fagottra, vonóshármasra, basszduóra; op. 62